# Tabaluga oder die Reise zur Vernunft
Tabaluga oder die Reise zur Vernunft ist ein 1983 erschienenes Studioalbum von Peter Maffay. Das Album ist eine Art Musical für Kinder, auf dem sich erzählte Passagen und Lieder abwechseln.

## Handlung
Als der kleine Drache Tabaluga den morgendlichen Ermahnungen seines Vaters Tyrion nicht zuhört, schickt ihn dieser auf eine Reise, wie es bei den Drachen schon immer Brauch ist. Tabaluga soll die Vernunft suchen, welche nicht leicht zu erkennen ist, und sich dabei auf „die Kraft die alles bewegt, die Fantasie“ verlassen.
Auf seiner Reise begegnet Tabaluga dem Mond, welcher die Zeit macht, einer Ameisenkönigin, welche auf unbedingte Arbeit und Ordnung setzt, dem Riesen Grykolos und dem Baum des Lebens. Der Feuersalamander Pyromella stellt fest, dass die beiden zwar nicht zueinander passen; aber wenn sie schon keine Freunde sein können, so wollen sie doch wenigstens keine Feinde sein. Diese zeigt ihm auch die Kaulquappenschule, mit dem Wahlspruch „Werde Frosch, aber sei kein Frosch“. Der Storch Arafron schließlich gibt Tabaluga den Tipp, die zweihundertjährige Meeresschildkröte Nessaja zu befragen, und bringt ihn zu ihr. Unterwegs beobachtet er eine Gruppe Delphine, die sich einfach ihres Daseins erfreuen. Am Ende seiner Reise erzählt ihm Nessaja, dass sie nie erwachsen sein wollte und tief in ihr ein Kind geblieben ist.

## Coverartwork
Die Illustrationen schuf der Kinderbuchautor und Illustrator Helme Heine. Die Fotos wurden von Manfred Keupen erstellt.

## Veröffentlichung
Maffay hatte bei Metronome Records unterschrieben, weil dort sein Freund Klaus Ebert in der Chefetage saß. Doch als der Polygram-Konzern das Label erwarb und Ebert gehen musste, wollte Maffay seinen Schallplattenvertrag kündigen. Da dies vertraglich nicht ging, nahm er diese reine Konzeptplatte auf. Doch statt ihn deshalb aus dem Vertrag zu entlassen, veröffentlichte Polygram Tabaluga oder die Reise zur Vernunft.

## Titelliste
1. Einleitung – 1:36
2. Tyrion – 4:33 (Peter Maffay, Rolf Zuckowski)
3. Tabaluga – 4:10 (Peter Rudolph Heinen, Gregor Rottschalk)
4. Lied des Mondes – 6:11 (Peter Schirmann, Peter Maffay, Gregor Rottschalk)
5. Arbeit ist das halbe Leben – 3:54 (Peter Schirmann, Peter Maffay, Gregor Rottschalk)
6. Riesen-Glück – 3:42 (Rolf Zuckowski)
7. Der Baum des Lebens – 4:45 (Peter Schirmann, Rolf Zuckowski)
8. Drache und Salamander – 2:39 (Peter Maffay, Gregor Rottschalk)
9. Kaulquappenschule – 2:23 (Peter Maffay, Peter Schirmann, Rolf Zuckowski, Gregor Rottschalk)
10. Himmelsriesen – 3:38 (Peter Maffay, Peter Schirmann, Rolf Zuckowski)
11. Die Delphine – 3:59 (Peter Schirmann, Peter Maffay, Gregor Rottschalk)
12. Nessaja – 4:12 (Peter Maffay, Rolf Zuckowski)

## Kommerzieller Erfolg

### Chartplatzierungen
Tabaluga oder die Reise zur Vernunft erreichte in Deutschland Rang zwei der Albumcharts und musste sich lediglich No Parlez von Paul Young geschlagen geben. Das Album platzierte sich 14 Wochen in den Top 10 und 41 Wochen in den Charts. In der Schweiz konnte sich das Album eine Woche in den Charts platzieren und erreichte dabei Rang 29. 1984 belegte das Album Rang 33 der deutschen Album-Jahrescharts.
Während Maffay mit Tabaluga oder die Reise zur Vernunft erstmals die Albumcharts in der Schweiz erreichte, war es in Deutschland bereits sein 14. Album-Charterfolg. Es ist sein siebtes Top-10-Album in Deutschland.
| ChartsChartplatzierungen | Höchstplatzierung | Wochen |
| ------------------------ | ----------------- | ------ |
| Deutschland (GfK)        | 2 (41 Wo.)        | 41     |
| Schweiz (IFPI)           | 29 (1 Wo.)        | 1      |

| ChartsJahrescharts (1984) | Platzierung |
| ------------------------- | ----------- |
| Deutschland (GfK)         | 33          |

### Auszeichnungen für Musikverkäufe
Im Mai 2022 erhielt Tabaluga oder die Reise zur Vernunft eine doppelte Platin-Schallplatte für über eine Million verkaufte Einheiten in Deutschland, bereits im Jahr der Veröffentlichung erreichte es Gold-Status für über 250.000 verkaufte Einheiten. Das Album zählt damit zu den meistverkauften Musikalben des Landes. Für Maffay ist es nach Revanche das zweite Millionenseller-Album in Deutschland.
| Land/Region        | Auszeichnungen für Musikverkäufe (Land/Region, Auszeichnung, Verkäufe) | Verkäufe  |
| ------------------ | ---------------------------------------------------------------------- | --------- |
| Deutschland (BVMI) | 2× Platin                                                              | 1.000.000 |
| Insgesamt          | 2× Platin ·                                                            | 1.000.000 |